# 尼日利亞華人
尼日利亞華人，是指華人移民和他們後裔，在2012年人口有20000人。

## 移民歷史
在1930年，尼日利亞還是英國殖民地時就有4個華人生活在此，在1950年代有些香港投資者在此設廠，在1965年大約200個華人在這里，在1999年人數增加至5800人，包括630個台灣人和1050個香港人。

## 投資者與技術人員
一間早期在尼日利亞的香港公司是李氏集團。它的規模越來越大，到2011年，卡諾工會會員認為它是該市最大的私營雇主，全國有7000-20000名員工。尼日利亞還有一些其他早期的中國企業家。沈文伯於1959年抵達，並開始在黎巴嫩人擁有的陶瓷工廠工作。1972年，他購買了一家搪瓷廠，在當地採購他的材料，並將成品出口到德國。 他後來開始將中國陶瓷進口到尼日利亞。使他可能是第一個以商業規模介紹中國陶瓷的商人，他也是第一個入籍作為尼日利亞公民的華人。
上個世紀六十年代移居香港，然後抵達尼日利亞的上海人朱南揚，擔任伊凱賈工業園區領導，該工業區是1986年政府發起的工業發展項目。
中國企業被普遍認為比本地或其他外國公司提供更差的工資和勞動條件，不願意促進當地人對中國人的影響。一項學術研究證實，中國工廠工作條件惡劣，一個臭名昭著的案件是一家中國塑料工廠在2002年發生的火災，45名工人由於被老闆鎖在內部而無法逃跑。然而，中國企業表示，隨著中國企業吸引外籍人才的成本上升，他們更願意招聘和留住本地工人。例如，李氏集團共有約500名中國員工。另一家大型中國公司，位於拉各斯的金通電訊，僱用約300名中國員工與同等數目的當地人; 中國企業工資不如競爭對手，但他們的培訓計劃是優越的。

## 小廠商
拉各斯唐人街（或中國商城）建於2004年。2006年被尼日利亞海關突襲，暫時關閉。 與行動有關的尼日利亞律師聲稱中國人有罪不罰，出售侵犯版權的產品。中國供應商自己說，他們是只賺取最低利潤或無利可圖的，並抱怨海關官員的腐敗和盜竊。以前的產品供應商供應包括紡織品，門，電子，鞋子，書包，電影等廣泛種類商品。但到2011年，許多供應商關閉了商店並返回中國; 提供的產品範圍也縮小了，交易商表示，唯一有利可圖的是賣襯衫，牛仔褲或鞋子的企業。
中國供應商的其他地點包括老龍城，新龍城，金貿商廈金茂商廈。截至2006年，估計約有250家中國貿易公司在尼日利亞經營，總營業額約3億美元。 這些供應商也經常發現自己是搶劫和暴力犯罪的目標。

## 外勞
尼日利亞的華裔勞工是最有爭議的移民類別，他們不僅受中國或其他外國公司的僱傭，也受到當地公司的僱傭，其中包括一些自豪地宣傳尼日利亞根源的公司。一個例子是阿里科·丹格特的丹格特集团，隨著法國拉法基集團在2010年於拉各斯涉嫌僱用數以千計的中國職工， 而，這種抗議活動中最憤怒的是針對雇主而不是中國工人本身；他們被認為與尼日利亞人處於類似的狀況，被迫從事遠離家鄉的困難工作，以達成目標，從而吸引同情和怨恨。但是，尼日利亞也有綁架中國農民工的案件，其中在2007年共有3次綁架事件16人遇難。

## 組織與媒體
2010年12月，西非和尼日利亞僑聯聯合會在拉各斯舉行成立儀式，約有100位嘉賓出席了會議，其中包括在塞內加爾，加納，象牙海岸，馬里和貝寧等海外華人協會的代表。其他中國社區組織包括尼日利亞中國商貿企業協會和尼日利亞促進中國和平統一委員會。2008年，社區組織和中國企業聯合舉辦卡拉OK比賽，吸引了約300人參加。
西非“聯合商業周刊”被認為是西非第一份中文報紙，創刊於2005年。中國官方人民日報也試圖與尼日利官方報紙今天在2006年建立夥伴關係。